# Lady of the Night (album)
| Recensione | Giudizio |
| ---------- | -------- |
| AllMusic   |          |

Lady of the Night è il primo album della cantautrice statunitense Donna Summer, pubblicato su vinile a 33 giri nel febbraio 1974 dall'etichetta Groovy Records per il solo mercato dei Paesi Bassi.

## Successo commerciale
Di questo disco nei Paesi Bassi ottennero un modesto successo i singoli The Hostage e Lady of the Night.
Il brano Full of Emptiness fu successivamente escluso da tutte le ristampe, dal momento che fu inserito in versione remixata nell'album successivo, Love to Love You Baby.

## Tracce
Lato A
1. Lady of the Night – 4:00 (Pete Bellotte, Giorgio Moroder)
2. Born to Die – 3:22 (Bellotte, Moroder)
3. Friends – 3:29 (Bellotte, Moroder)
4. Full of Emptiness* – 2:26 (Bellotte, Moroder)
5. Domino – 3:14 (Bellotte)

Lato B
1. The Hostage – 4:19 (Bellotte, Moroder)
2. Wounded – 2:44 (Bellotte, Moroder)
3. Little Miss Fit – 3:06 (Bellotte, Moroder)
4. Let's Work Together Now – 3:56 (Bellotte)
5. Sing Along (Sad Song) – 3:19 (Bellotte)

(*) - traccia non presente nella versione rimasterizzata dell'album

## Classifiche
| Classifica (1974) | Posizione massima |
| ----------------- | ----------------- |
| Paesi Bassi       | 27                |